# Draft de la NBA de 2001
El Draft de la NBA de 2001 se celebró el día 27 de junio, en la ciudad de Nueva York. Un total de doce jugadores nacidos fuera de Estados Unidos fueron elegidos entre las dos rondas, 6 de ellos en la primera.

Kwame Brown  fue el primer jugador procedente de high school que consiguió el número uno en la historia del draft.

## Primera ronda

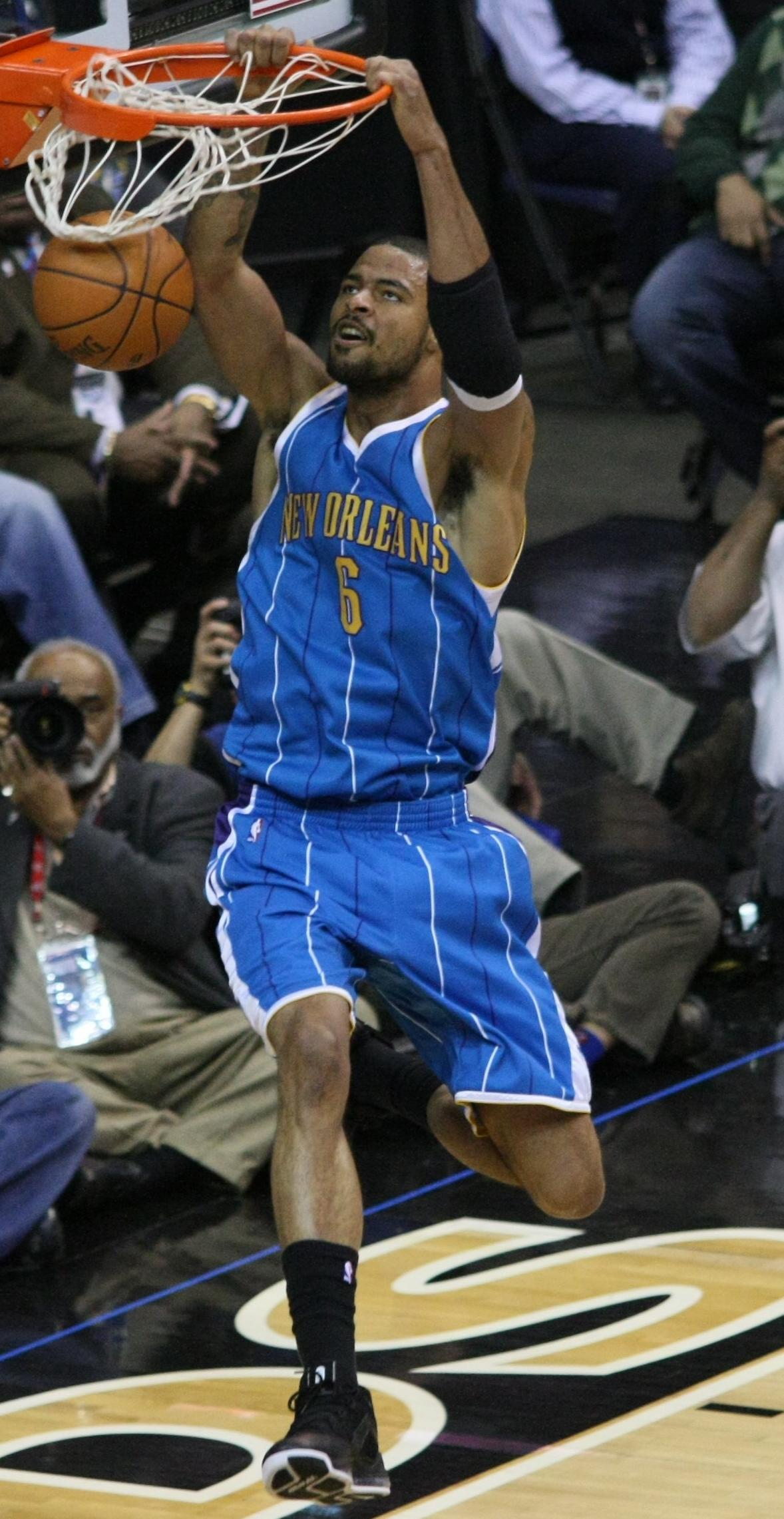
Tyson Chandler, la 2.ª elección.

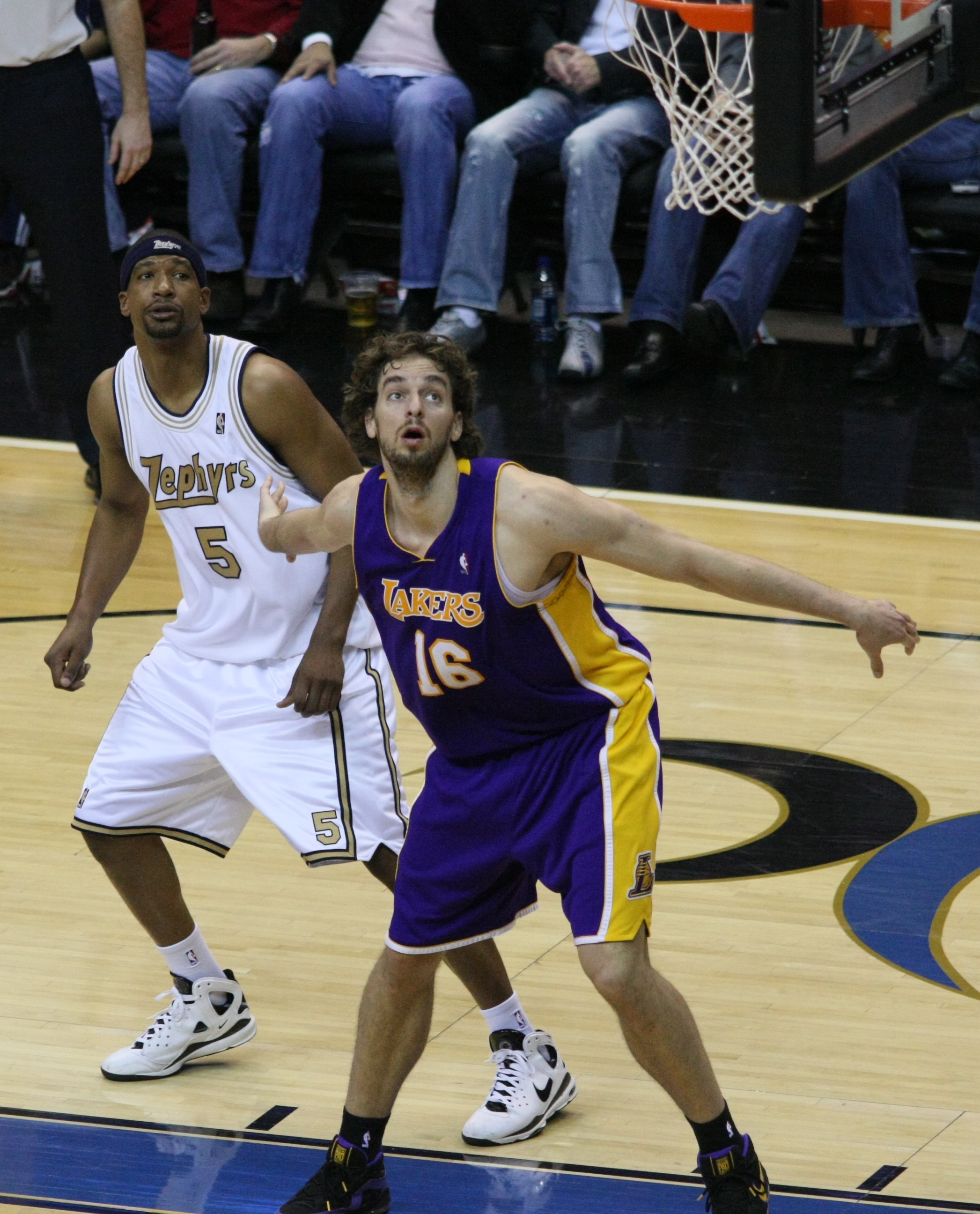
Pau Gasol, la 3.ª elección.

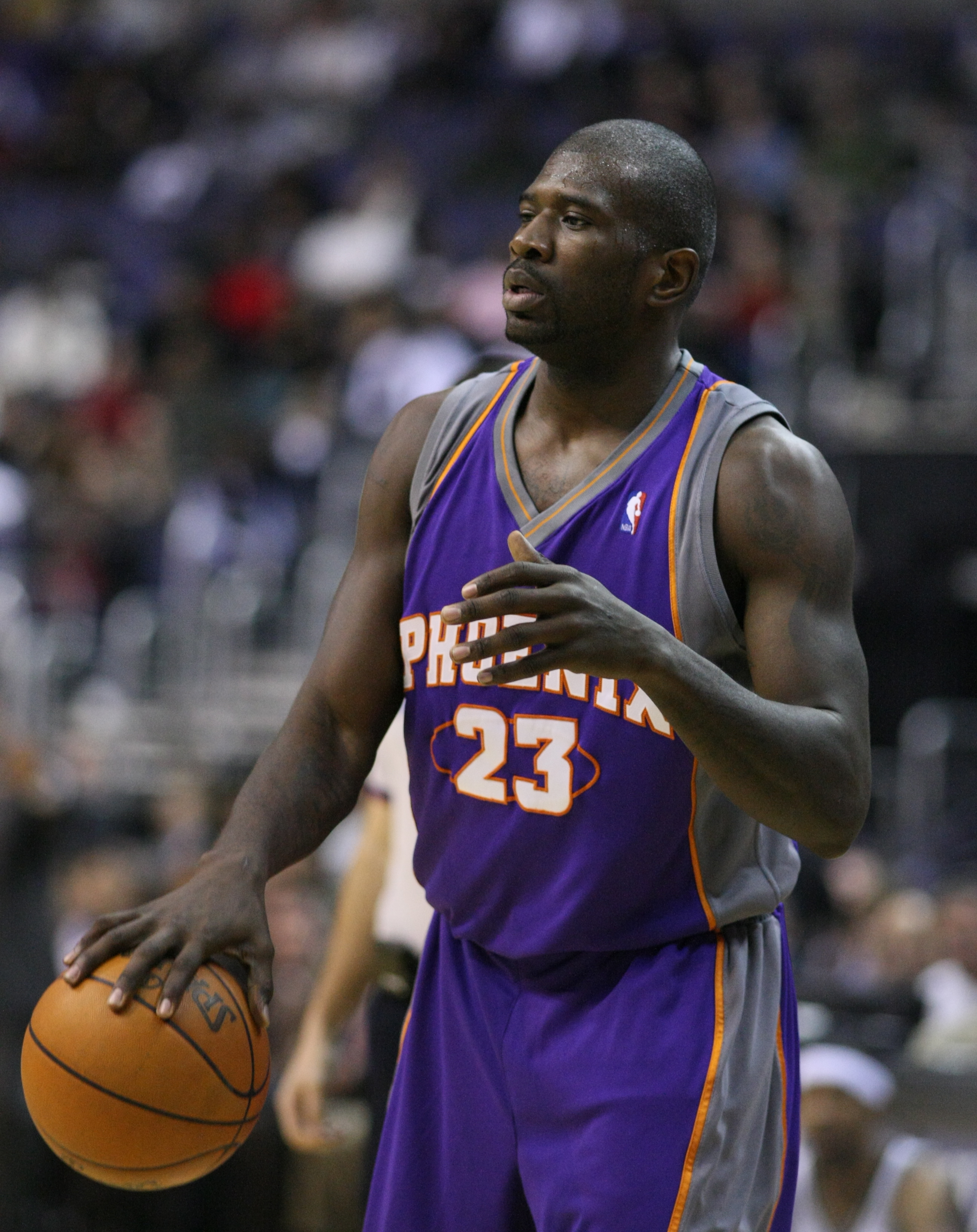
Jason Richardson, la 5.ª elección.

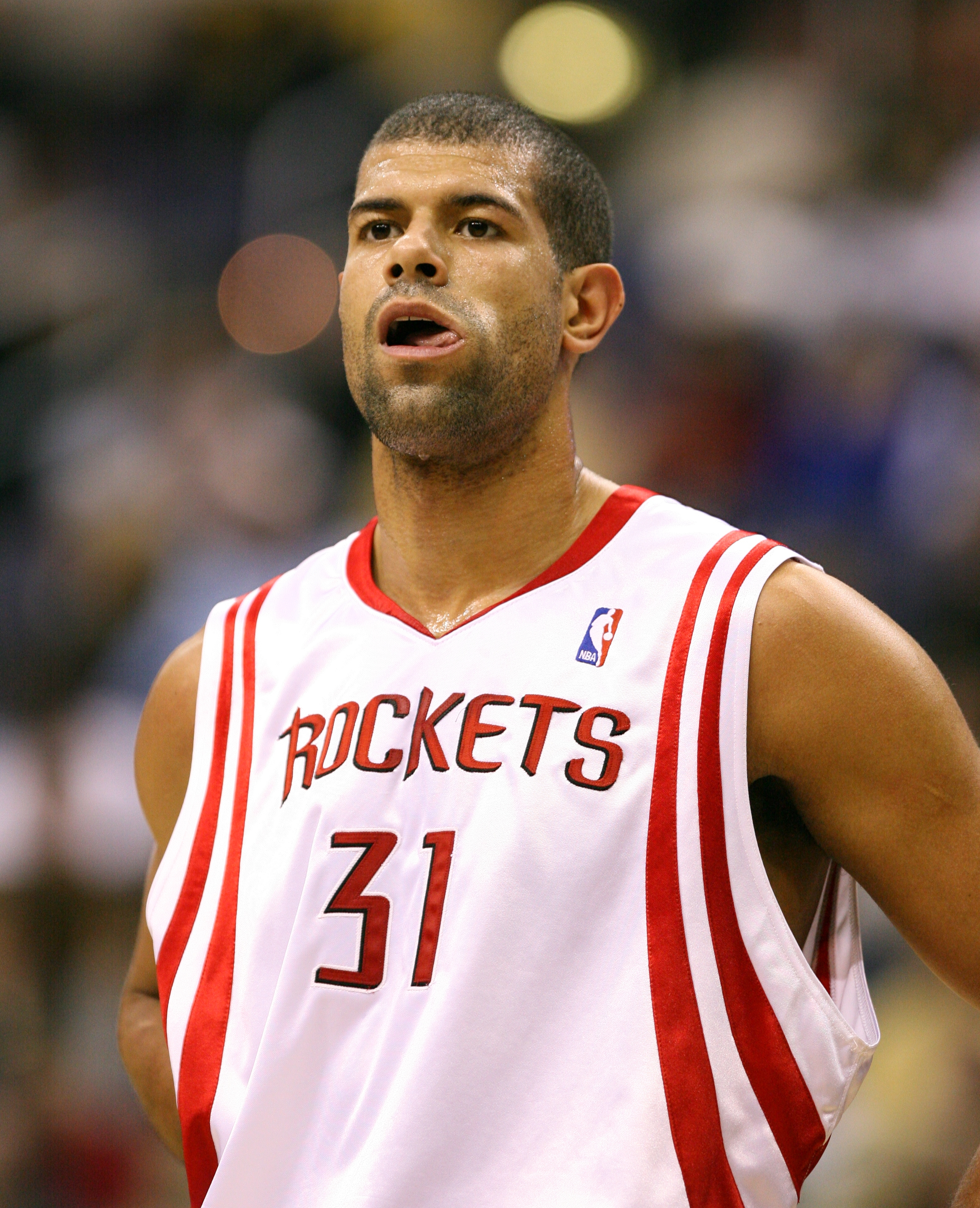
Shane Battier, la 6.ª elección.

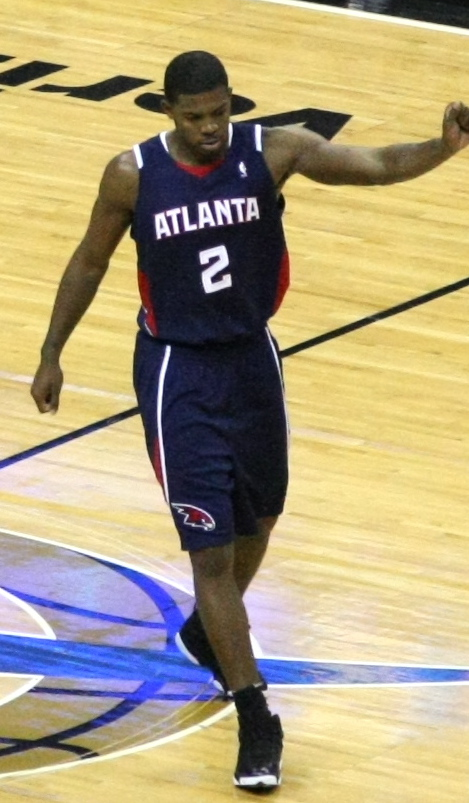
Joe Johnson, la 10.ª elección.

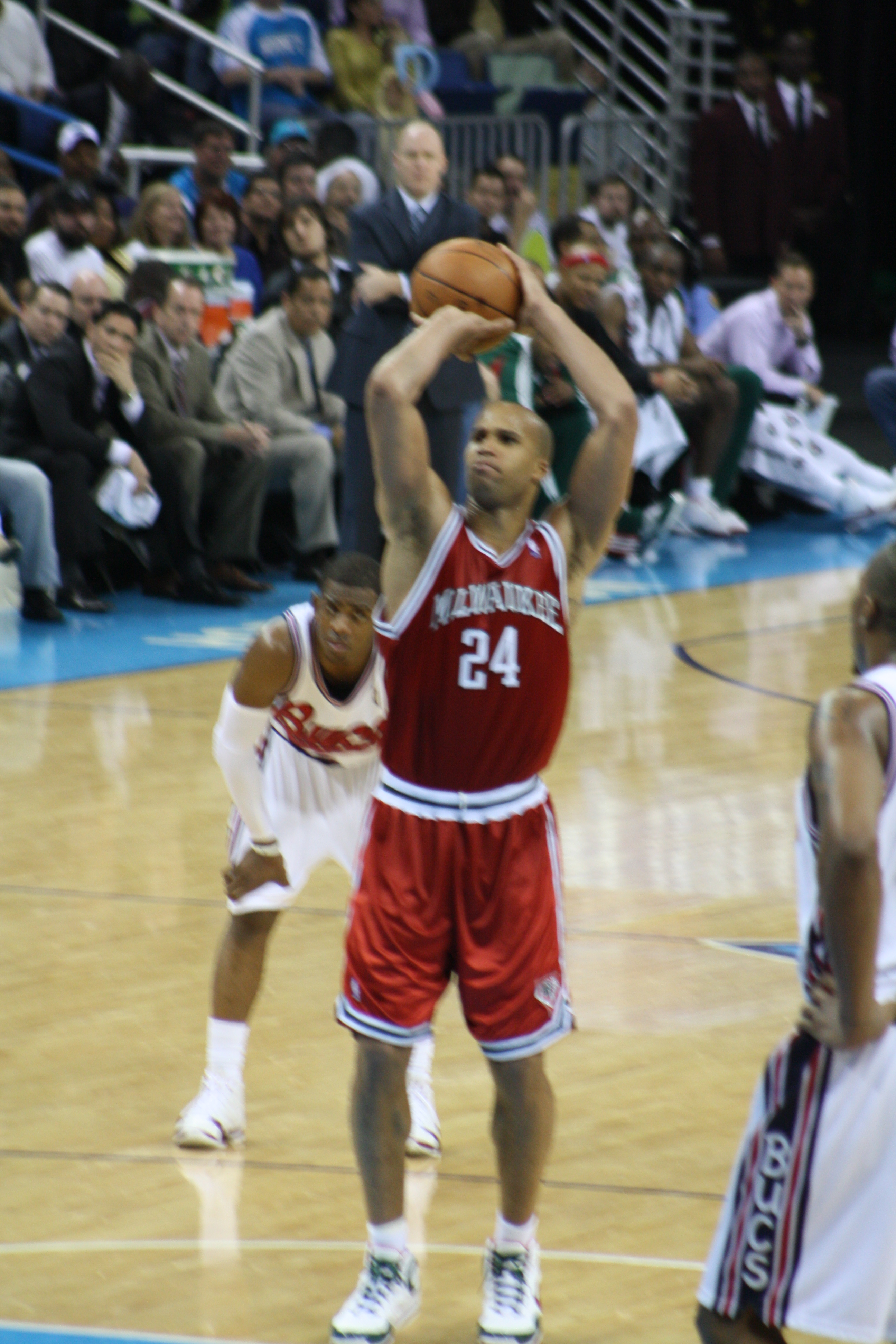
Richard Jefferson, la 13.ª elección.

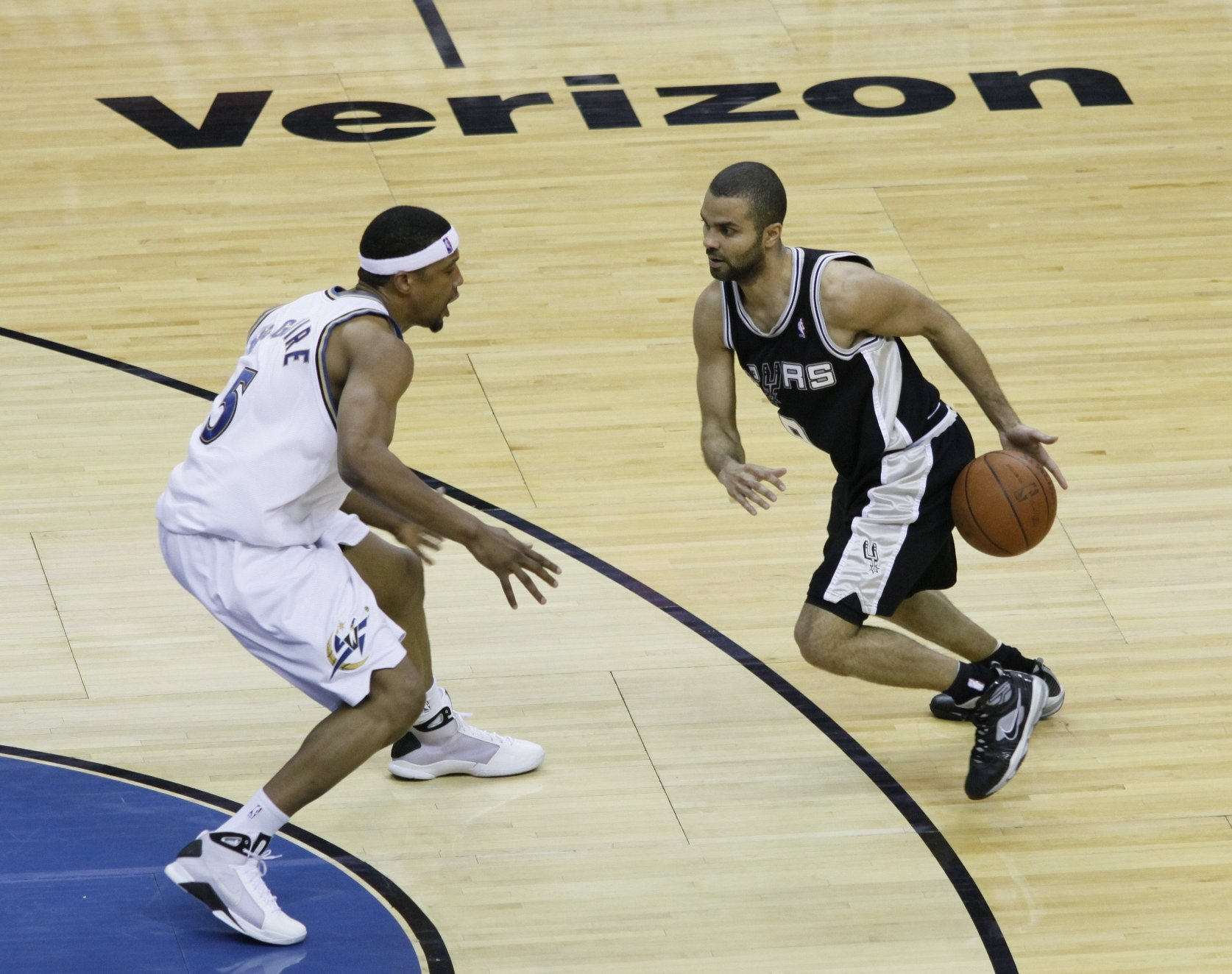
Tony Parker, la 28.ª elección.

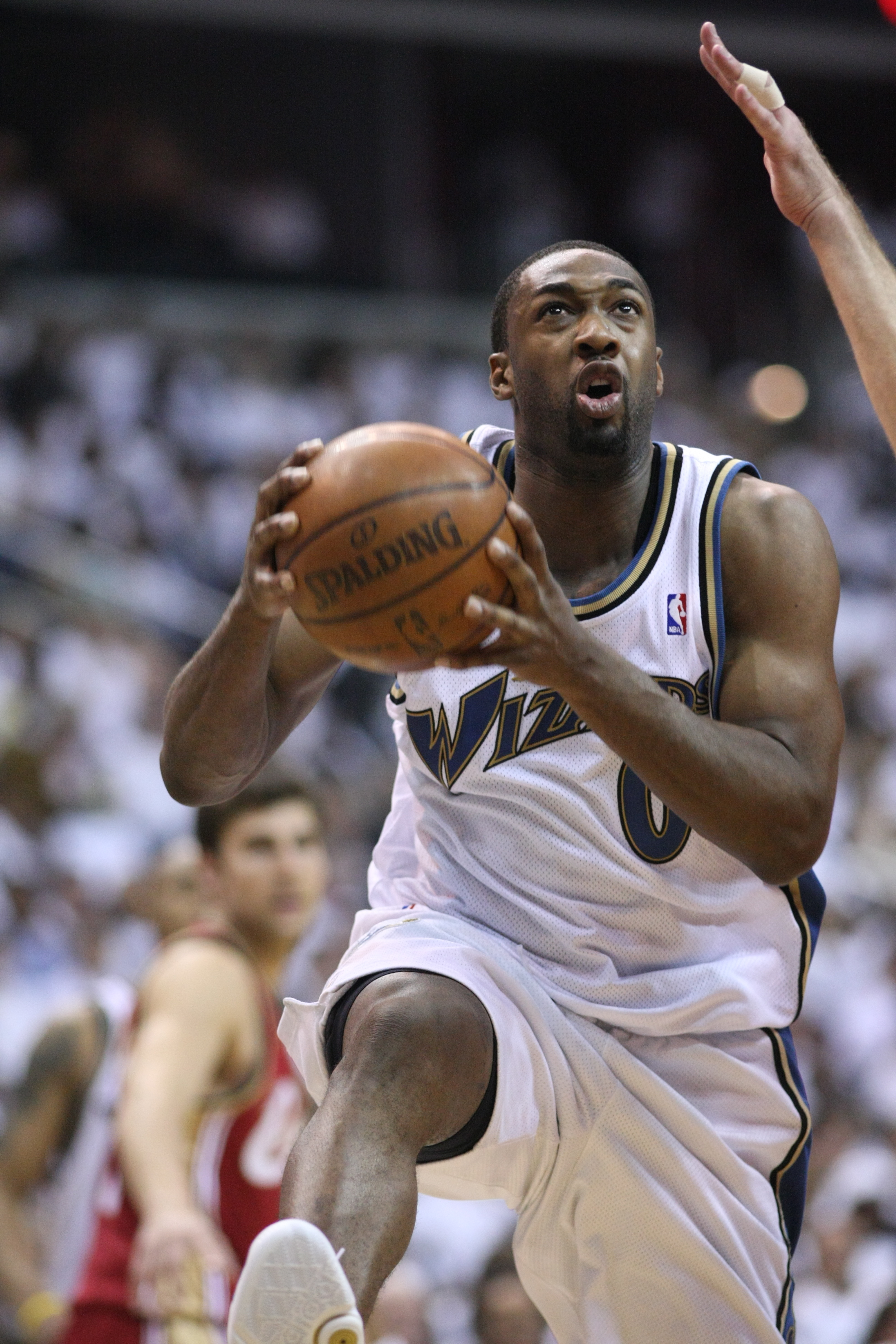
Gilbert Arenas, la 31.ª elección.

|  | Denota jugador miembro del Basketball Hall of Fame                                                 |
|  | Denota jugador que ha sido seleccionado al menos en un All-Star Game y un Mejor Quinteto de la NBA |
|  | Denota jugador que ha sido seleccionado al menos en un All-Star Game                               |
|  | Denota jugador que nunca ha jugado en la NBA                                                       |

| Pick | Jugador                  | Nacionalidad   | Equipo de la NBA                                                    | Origen (Universidad/club)              |
| ---- | ------------------------ | -------------- | ------------------------------------------------------------------- | -------------------------------------- |
| 1    | Kwame Brown (PF)         | Estados Unidos | Washington Wizards                                                  | Glynn Academy HS ( Georgia)            |
| 2    | Tyson Chandler (PF/C)    | Estados Unidos | Los Angeles Clippers (traspasado a Chicago Bulls)                   | Dominguez HS (Compton, California)     |
| 3    | Pau Gasol (PF)           | España         | Atlanta Hawks (traspasado a Memphis por Shareef Abdur-Rahim)        | FC Barcelona (España)                  |
| 4    | Eddy Curry (C)           | Estados Unidos | Chicago Bulls                                                       | Thornwood HS (South Holland, Illinois) |
| 5    | Jason Richardson (SG)    | Estados Unidos | Golden State Warriors                                               | Michigan State                         |
| 6    | Shane Battier (F/G)      | Estados Unidos | Vancouver Grizzlies                                                 | Duke                                   |
| 7    | Eddie Griffin (F)        | Estados Unidos | New Jersey Nets (traspasado aHouston)                               | Seton Hall                             |
| 8    | DeSagana Diop (C)        | Senegal        | Cleveland Cavaliers                                                 | Oak Hill Academy, (Virginia)           |
| 9    | Rodney White (SF)        | Estados Unidos | Detroit Pistons                                                     | Charlotte                              |
| 10   | Joe Johnson (SG)         | Estados Unidos | Boston Celtics                                                      | Arkansas                               |
| 11   | Kedrick Brown (SF)       | Estados Unidos | Boston Celtics (desde Denver)                                       | Okaloosa-Walton CC                     |
| 12   | Vladimir Radmanović (PF) | Yugoslavia     | Seattle SuperSonics                                                 | FMP Zeleznik (Yugoslavia)              |
| 13   | Richard Jefferson (SF)   | Estados Unidos | Houston Rockets (traspasado a New Jersey)                           | Arizona                                |
| 14   | Troy Murphy (PF)         | Estados Unidos | Golden State Warriors (desde Indiana)                               | Notre Dame                             |
| 15   | Steven Hunter (C)        | Estados Unidos | Orlando Magic                                                       | DePaul                                 |
| 16   | Kirk Haston (PF)         | Estados Unidos | Charlotte Hornets                                                   | Indiana                                |
| 17   | Michael Bradley (PF)     | Estados Unidos | Toronto Raptors                                                     | Villanova                              |
| 18   | Jason Collins (C)        | Estados Unidos | Houston Rockets (desde New York vía Phoenix y Orlando)              | Stanford                               |
| 19   | Zach Randolph (PF)       | Estados Unidos | Portland Trail Blazers                                              | Michigan State                         |
| 20   | Brendan Haywood (C)      | Estados Unidos | Cleveland Cavaliers (desde Miami, traspasado a Orlando)             | North Carolina                         |
| 21   | Joseph Forte (SG)        | Estados Unidos | Boston Celtics (desde Phoenix)                                      | North Carolina                         |
| 22   | Jeryl Sasser (SG)        | Estados Unidos | Orlando Magic (desde Milwaukee vía Houston)                         | SMU                                    |
| 23   | Brandon Armstrong (SG)   | Estados Unidos | Houston Rockets (desde Dallas vía Orlando, traspasado a New Jersey) | Pepperdine                             |
| 24   | Raül López (PG)          | España         | Utah Jazz                                                           | Real Madrid (España)                   |
| 25   | Gerald Wallace (SF)      | Estados Unidos | Sacramento Kings                                                    | Alabama                                |
| 26   | Samuel Dalembert (C)     | Canadá         | Philadelphia 76ers                                                  | Seton Hall                             |
| 27   | Jamaal Tinsley (PG)      | Estados Unidos | Vancouver Grizzlies (desde L.A. Lakers vía New York)                | Iowa State                             |
| 28   | Tony Parker (PG)         | Francia        | San Antonio Spurs                                                   | Paris Basket Racing (Francia)          |

* Nota: Los Minnesota Timberwolves no eligieron en 1ª ronda debido a una sanción por rebasar el límite salarial.

## Segunda ronda
| Pick | Jugador                   | Nacionalidad   | Equipo NBA                                            | Origen (Universidad/club)         |
| ---- | ------------------------- | -------------- | ----------------------------------------------------- | --------------------------------- |
| 30   | Trenton Hassell (SG)      | Estados Unidos | Chicago Bulls                                         | Austin Peay                       |
| 31   | Gilbert Arenas (PG)       | Estados Unidos | Golden State Warriors                                 | Arizona                           |
| 32   | Omar Cook (PG)            | Estados Unidos | Orlando Magic (desde Washington, traspasado a Denver) | St. John's                        |
| 33   | Will Solomon (PG)         | Estados Unidos | Vancouver Grizzlies                                   | Clemson                           |
| 34   | Terence Morris (SF)       | Estados Unidos | Atlanta Hawks (traspasado a Houston)                  | Maryland                          |
| 35   | Brian Scalabrine (PF)     | Estados Unidos | New Jersey Nets                                       | USC                               |
| 36   | Jeff Trepagnier (SG)      | Estados Unidos | Cleveland Cavaliers                                   | USC                               |
| 37   | Damone Brown (SF)         | Estados Unidos | Philadelphia 76ers (desde L.A. Clippers)              | Syracuse                          |
| 38   | Mehmet Okur (C/F)         | Turquía        | Detroit Pistons                                       | Tofas Bursa (Turquía)             |
| 39   | Michael Wright (PF)       | Estados Unidos | New York Knicks (desde Boston a través de Seattle)    | Arizona                           |
| 40   | Earl Watson (PG)          | Estados Unidos | Seattle SuperSonics                                   | UCLA                              |
| 41   | Jamison Brewer (PG)       | Estados Unidos | Indiana Pacers                                        | Auburn                            |
| 42   | Bobby Simmons (F/G)       | Estados Unidos | Seattle SuperSonics                                   | DePaul                            |
| 43   | Eric Chenowith (C)        | Estados Unidos | New York Knicks (desde Seattle)                       | Kansas                            |
| 44   | Kyle Hill (PG)            | Estados Unidos | Dallas Mavericks (desde Houston)                      | Eastern Illinois                  |
| 45   | Sean Lampley (SF)         | Estados Unidos | Chicago Bulls (desde Charlotte)                       | California                        |
| 46   | Loren Woods (C)           | Estados Unidos | Minnesota Timberwolves                                | Arizona                           |
| 47   | Ousmane Cisse (PF)        | Mali           | Denver Nuggets (desde Toronto)                        | St. Jude HS (Montgomery, Alabama) |
| 48   | Antonis Fotsis (SF)       | Grecia         | Vancouver Grizzlies (desde New York)                  | Panathinaikos BC (Grecia)         |
| 49   | Ken Johnson (C)           | Estados Unidos | Miami Heat                                            | Ohio State                        |
| 50   | Ruben Boumtje-Boumtje (C) | Camerún        | Portland Trail Blazers                                | Georgetown                        |
| 51   | Alton Ford (PF)           | Estados Unidos | Phoenix Suns                                          | Houston                           |
| 52   | Andre Hutson (PF)         | Estados Unidos | Milwaukee Bucks                                       | Michigan State                    |
| 53   | Jarron Collins (F/C)      | Estados Unidos | Utah Jazz                                             | Stanford                          |
| 54   | Kenny Satterfield (PG)    | Estados Unidos | Dallas Mavericks                                      | Cincinnati                        |
| 55   | Maurice Jeffers (SG)      | Estados Unidos | Sacramento Kings                                      | Saint Louis                       |
| 56   | Robertas Javtokas (C)     | Lituania       | San Antonio Spurs (desde L.A. Lakers)                 | Lietuvos Rytas (Lituania)         |
| 57   | Alvin Jones (C)           | Luxemburgo     | Philadelphia 76ers                                    | Georgia Tech                      |
| 58   | Bryan Bracey (SF)         | Estados Unidos | San Antonio Spurs                                     | Oregon                            |

## Jugadores destacados no incluidos en el draft
Estos jugadores no fueron seleccionados en el draft de la NBA de 2001, pero han jugado al menos un partido en la NBA.